# Uderzo croqué par ses amis
 (mars 2024).
Uderzo croqué par ses amis (titre complet : Le Dessinateur d'Astérix le Gaulois, Uderzo croqué par ses amis) est un album de bande dessinée collectif en hommage à Albert Uderzo, créateur du personnage Astérix. Il a été publié par Soleil Productions en 1996.

## Résumé
Nous sommes en 4 avant l'an 2000. toute la Gaule est occupée par des Mangas... Toute ? Non ! Un village peuplé d'irréductibles Gros-Nez résiste encore et toujours à l'envahisseur, et la vie n'est pas facile pour les garnisons des camps japonais de Félishyoshi, Shatoanté, Kyapétésapu et Takrokédlaï...

## Contenu
Le volume contient vingt-et-une histoires courtes mettant en scène Albert Uderzo, souvent en compagnie des personnages d'Astérix. Il est édité comme album hors collection de la série.

## Auteurs
Vingt-six auteurs de bande dessinée ont participé à l'ouvrage :
1. Achdé
2. Éric Adam
3. Arleston
4. Serge Carrère
5. Giorgio Cavazzano
6. André Chéret
7. Héléne Cornen
8. François Corteggiani
9. Al Coutelis
10. Crisse
11. Xavier Fauche
12. Franz
13. Gil Formosa
14. Paul Glaudel
15. Michel Janvier[1]
16. Erik Juszezak
17. Jean-Charles Kraehn
18. Jack Manini
19. Félix Meynet
20. Jean-Louis Mourier
21. François Plisson
22. Rodolphe
23. Michel Rouge
24. Éric Stalner
25. Pierre Tranchand
26. Roger Widenlocher

La couverture, dessinée par Jean-Louis Mourier, représente Albert Uderzo porté sur un bouclier par Astérix et Obélix, à la manière d'Abraracourcix, le chef du village.

### Jeux de mots
Comme il est coutume dans l'univers d'Astérix, cet album hors-collection comprend de nombreux jeux de mots : 
- Les camps Japonais de la première page : 
  - Félishyoshi : Félicie aussi
  - Shatoanté : Château hanté
  - Kyapétésapu : Qui a pété ? Ça pue
  - Takrokédlaï : T'as croqué d'l'ail